# 盖尔滕多夫
盖尔滕多夫（發音：[ˈɡɛltn̩ˌdɔʁf]）是德国巴伐利亚州莱希河畔兰茨贝格县的市镇，总面积34.82平方千米，2023年12月31日总人口为6,005人。